# كفور الرمل
كفور الرمل إحدى قرى مركز قويسنا التابع لمحافظة المنوفية في جمهورية مصر العربية.

## السكان
بلغ عدد سكان كفور الرمل 6,806 نسمة، حسب الإحصاء الرسمي لعام 2006.